# M.I.A.
Mathangi "Maya" Arulpragasam (tamil: மாதங்கி 'மாயா' அருள்பிரகாசம்) MBE, född 18 juli 1975 i Hounslow i London, känd under artistnamnet M.I.A. (förkortning för Missing In Action), är en lankesisk-brittisk sångare, låtskrivare och musikproducent.

## Biografi

### Bakgrund
Arulpragasam föddes i Hounslow i västra London. Hon är dotter till Arul Pragasam, en ingenjör, skribent och aktivist, och sömmerskan Kala. När Arulpragasam var sex månader gammal flyttade familjen till Jaffna, den kulturella, politiska och ekonomiska huvudorten i norra Sri Lanka, där hennes bror Sugu föddes. Fadern antog namnet Arular och blev politisk aktivist och medgrundare av Eelam Revolutionary Organisation of Students (EROS), en tamilsk militantgrupp med anslutning till LTTE. Själv har hon engagerat sig mycket i aktivism och humanitärt arbete för bland annat tamilernas situation och till stöd för Julian Assanges Wikileaks. 
Under de första 11 åren flyttade Arulpragasam runt mycket på grund av inbördeskriget i Sri Lanka. Hennes familj höll sig gömda från Sri Lankas armé och Arulpragasam hade lite kontakt med sin far under denna period. Hon har sagt att familjen levde i stor fattigdom under hennes barndom men kommer också ihåg några av hennes lyckligaste minnen från uppväxten i Jaffna. Arulpragasam läste vid tamil-hinduistiska och katolska skolor som Holy Family Convent i Jaffna där hon utvecklade sina konstnärliga färdigheter – speciellt inom målning – för att arbeta sig upp sin klass. Under inbördeskriget kunde soldater komma och placera pistoler genom hål i fönstren och skjuta på skolan, något hon kallade för "utnyttjande av mobbning". Hennes klasskompisar var tränade till att dyka under borden eller springa över till engelskspråkiga skolor som, enligt henne, "inte blev beskjutna". Arulpragasam bodde på en väg tillsammans med en stor del av sin släkt och spelade i tempel och kyrkor i staden.
Av säkerhetsskäl flyttade Arulpragasams mor, Kala, med sina barn till Madras i Tamil Nadu, Indien där de bodde i ett övergivet hus medan fadern, Arular, ibland kom på besök. Han presenterade sig för barnen som deras "farbror" för att skydda dem. Familjen minus Arular bodde sedan tillfälligt i Jaffna medan kriget bredde ut sig ännu mer i nordöst. Under denna period förstördes 9-åriga Arulpragasams grundskola i ett regeringsräd. Kala flyttade då tillbaka till London med barnen 1986, en vecka innan Arulpragasams elfte födelsedag, där de bodde som flyktingar. Arular stannade kvar på ön och blev en självständig fredsmedling mellan de två sidorna av inbördeskriget från slutet av 1980-talet till 2010.
Arulpragasam tillbringade resten av sin barndom och sina tonår vid Phipps Bridge Estate, en kommunal bostad i distriktet Mitcham i sydvästra London där hon lärde sig engelska medan Kala uppfostrade barnen på en låg inkomst. Arulpragasam påbörjade det sista året på grundskolan hösten 1986 och bemästrade snabbt det engelska språket. Trots att de var den enda lankesiska familjen i området fick familjen ett varmt välkomnande och upplevde ingen rasism under deras tid på boendet.
Hon har tagit examen i film och video vid konstskolan Saint Martins och hade sin första egna konstutställning i London 2001. M.I.A. är bosatt i Brentwood, Los Angeles i USA.

### Musikkarriär

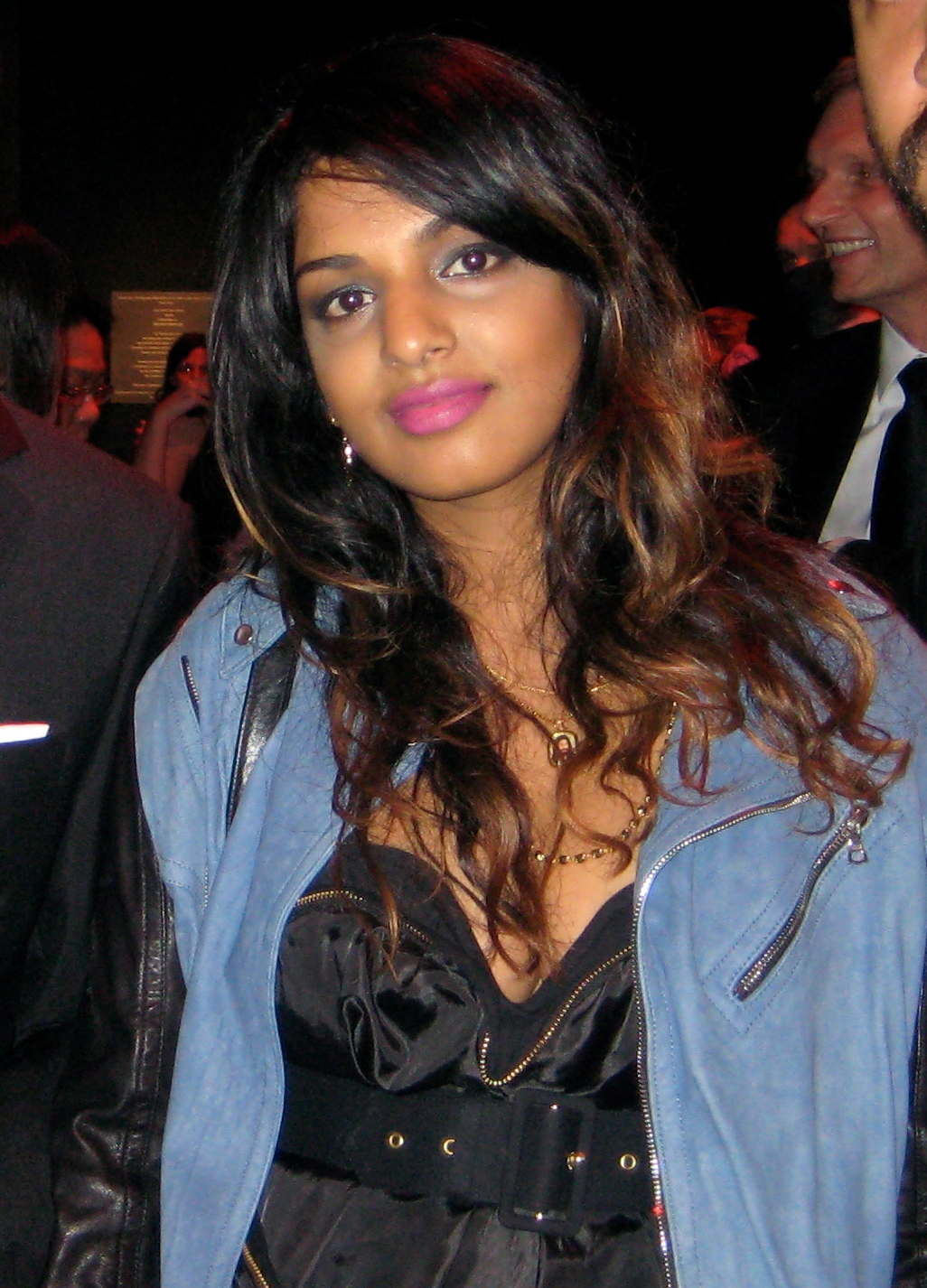
M.I.A. 2009.

M.I.A. släppte sitt första studioalbum, Arular, i mars 2005. Titeln Arular är det politiska kodnamn hennes far, Arul Pragasam, använde som medlem i tamilska militanta grupper, och teman som konflikter och revolution förekommer i låttexterna och skivkonvolutet. Musikaliskt sett innehåller albumet stilar som spänner från hiphop och electroclash till funk carioca och punkrock.
Det andra albumet, Kala, släpptes i augusti 2007 med namn efter M.I.A:s mor. En av låtarna, "Paper Planes", är med i filmen Slumdog Millionaire som vann åtta Oscar 2009. M.I.A. gav ut sitt tredje album, Maya, i juli 2010 på egna bolaget N.E.E.T. Recordings.
År 2010 uppmärksammades hon i och med den kontroversiella musikvideon Born Free. Den cirka nio minuter långa musikvideon skildrar hur amerikanska militärstyrkor tar sig in i lägenheter för att tillfångata rödhåriga unga män och dessa unga män tvingas därefter in i en buss som för dem till ett minfält där de avrättas. Strax efter att videon haft premiär plockades den bort från Youtube, vilket ledde till att M.I.A. blev sur på sitt skivbolag då hon trodde att det var de som plockat bort videon. Dock visade det sig att det inte var skivbolaget som plockat bort videon och videon finns nu uppe på Youtube igen - med åldersgräns. Videon regisserades av den franske regissören Romain Gavras.
Hennes fjärde album, Matangi, släpptes i november 2013.

## Musik
M.I.A. beskriver sin musik som dansmusik eller klubbmusik för "andra", och har betonat sin förkärlek för att vara en "anti-popstjärna". M.I.A.s tidiga kompositioner kretsade mycket kring Roland MC-505, medan senare kompositioner av M.I.A. experimenterade vidare med sitt etablerade ljud och samplade från en rad olika stilar, skapande av olika lager och texturer av instrument, elektronik och ljud utanför den traditionella studiomiljön.

## Privatliv
I februari 2009 fick hon sitt första barn, en son, tillsammans med musikern Benjamin Bronfman. Sonen, Ikhyd Edgar Bronfman Arular, föddes 3 dagar efter att M.I.A. stod på scenen på Grammy-galan och uppträdde.

## Diskografi

### Studioalbum
- 2004 – Arular
- 2007 – Kala
- 2010 – Maya (även skrivet /\/\ /\ Y /\)
- 2013 – Matangi
- 2016 – AIM
- 2020 – Vision

### Mixtape
- 2004 – Piracy Funds Terrorism
- 2010 – VICKI LEEKX

### EP
- 2005 – Live Session (iTunes Exclusive)
- 2008 – Paper Planes – Homeland Security Remixes
- 2008 – How Many Votes Fix Mix
- 2010 – XXXO (The Remixes)

### Singlar
- 2003 – "Galang"
- 2004 – "Sunshowers"
- 2004 – "Galang" (nyutgåva)
- 2005 – "Bucky Done Gun"
- 2005 – "Galang '05"
- 2007 – "Boyz"
- 2007 – "Jimmy"
- 2008 – "Paper Planes"
- 2008 – "O... Saya" (med A. R. Rahman)
- 2008 – "Sound of Kuduro" (Buraka Som Sistema med M.I.A., DJ Znobia, Saborosa och Puto Prata)
- 2009 – "Bang"
- 2010 – "Born Free"
- 2010 – "XXXO"
- 2010 – "Steppin' Up"
- 2010 – "Teqkilla"
- 2010 – "Tell Me Why"
- 2010 – "It Takes A Muscle"
- 2012 – "Bad Girls"